# Lapsanastrum apogonoides
Lapsanastrum apogonoides (basioniem: Lapsana apogonoides) is een plant uit de composietenfamilie (Compositae oftewel Asteraceae).
De plant komt van nature voor in China, Taiwan, Korea en Japan. De soort is geïntroduceerd in het westen van Noord-Amerika, waaronder Oregon.
Ze wordt 10/25-100 cm hoog. De gele bloemen zijn tweeslachtig. Bestuiving vindt plaats door bijen, vliegen, en vlinders. Hiernaast kan ook zelfbestuiving optreden. De bloeiperiode loopt van maart tot en met mei. De bloemen zijn 1,2-1,5 cm in doorsnee. De plant komt voor op vochtige grond.
De jonge bladeren zijn eetbaar, maar worden hiervoor vrijwel nooit gebruikt.